# Liste der Bodendenkmale in Oeversee
In der Liste der Bodendenkmale in Oeversee sind die Bodendenkmale der Gemeinde Oeversee nach dem Stand der Bodendenkmalliste des Archäologischen Landesamts Schleswig-Holstein von 2016 aufgelistet. Die Baudenkmale sind in der Liste der Kulturdenkmale in Oeversee aufgeführt.
| Denkmal-ID           | Befundart               | Bezeichnung                       | Zeitstellung                 | Lage | Bemerkungen | Bild |
| -------------------- | ----------------------- | --------------------------------- | ---------------------------- | ---- | ----------- | ---- |
| aKD-ALSH-Nr. 004 058 | Grabmal > Grabhügel     | Grabhügel                         | Vor- und/oder Frühgeschichte |      |             |      |
| aKD-ALSH-Nr. 004 059 | Grabmal > Grabhügel     | Grabhügel                         | Vor- und/oder Frühgeschichte |      |             |      |
| aKD-ALSH-Nr. 004 060 | Grabmal > Grabhügel     | Grabhügel                         | Vor- und/oder Frühgeschichte |      |             |      |
| aKD-ALSH-Nr. 004 061 | Grabmal > Grabhügel     | Grabhügel                         | Vor- und/oder Frühgeschichte |      |             |      |
| aKD-ALSH-Nr. 004 062 | Grabmal > Grabhügel     | Grabhügel                         | Vor- und/oder Frühgeschichte |      |             |      |
| aKD-ALSH-Nr. 004 063 | Grabmal > Grabhügel     | Grabhügel                         | Vor- und/oder Frühgeschichte |      |             |      |
| aKD-ALSH-Nr. 004 146 | Grabmal > Langbett      | Langbett/Steinreihe „Arnkielpark“ | Neolithikum                  |      |             |      |
| aKD-ALSH-Nr. 004 147 | Grabmal > Langbett      | Langbett/Steinreihe „Arnkielpark“ | Neolithikum                  |      |             |      |
| aKD-ALSH-Nr. 004 148 | Grabmal > Langbett      | Langbett/Steinreihe „Arnkielpark“ | Neolithikum                  |      |             |      |
| aKD-ALSH-Nr. 004 149 | Grabmal > Langbett      | Langbett/Steinreihe „Arnkielpark“ | Neolithikum                  |      |             |      |
| aKD-ALSH-Nr. 004 150 | Grabmal > Langbett      | Langbett/Steinreihe „Arnkielpark“ | Neolithikum                  |      |             |      |
| aKD-ALSH-Nr. 004 151 | Grabmal > Langbett      | Langbett/Steinreihe „Arnkielpark“ | Neolithikum                  |      |             |      |
| aKD-ALSH-Nr. 004 152 | Grabmal > Großsteingrab | Steinkammer „Arnkielpark“         | Neolithikum                  |      |             |      |
| aKD-ALSH-Nr. 004 153 | Grabmal > Grabhügel     | Grabhügel                         | Vor- und/oder Frühgeschichte |      |             |      |
| aKD-ALSH-Nr. 004 154 | Grabmal > Grabhügel     | Grabhügel                         | Vor- und/oder Frühgeschichte |      |             |      |
| aKD-ALSH-Nr. 004 155 | Grabmal > Grabhügel     | Grabhügel                         | Vor- und/oder Frühgeschichte |      |             |      |